# Ridgeway (Ohio)
Ridgeway es una villa ubicada en el condado de Hardin en el estado estadounidense de Ohio. En el Censo de 2010 tenía una población de 338 habitantes y una densidad poblacional de 220,44 personas por km².

## Geografía
Ridgeway se encuentra ubicada en las coordenadas 40°30′45″N 83°34′8″O / 40.51250, -83.56889. Según la Oficina del Censo de los Estados Unidos, Ridgeway tiene una superficie total de 1.53 km², de la cual 1.53 km² corresponden a tierra firme y (0%) 0 km² es agua.

## Demografía
Según el censo de 2010, había 338 personas residiendo en Ridgeway. La densidad de población era de 220,44 hab./km². De los 338 habitantes, Ridgeway estaba compuesto por el 97.04% blancos, el 1.48% eran afroamericanos, el 0% eran amerindios, el 0.3% eran asiáticos, el 0% eran isleños del Pacífico, el 0% eran de otras razas y el 1.18% pertenecían a dos o más razas. Del total de la población el 0.89% eran hispanos o latinos de cualquier raza.